# Marie-Angélique de Vandenesse
Pour les articles homonymes, voir Vandenesse (homonymie).
Marie-Angélique de Vandenesse, née Marie-Angélique de Granville en 1808, est un personnage de La Comédie humaine d'Honoré de Balzac ; elle est la fille de monsieur de Granville, comte et magistrat. Elle épouse en 1828 le comte Félix de Vandenesse. Ils habitent rue du Rocher.
Elle a été brimée, dans son enfance, par une mère dévote à la folie, qui a également brimé sa sœur, Marie-Eugénie, et poussé monsieur de Granville à fonder un second foyer clandestin.
Mais elle a eu, grâce à son père, une éducation artistique poussée avec le maître de musique Wilhelm Schmucke, compagnon fidèle de Sylvain Pons.
Vers 1833, elle est saisie d'une sorte de folie romanesque qui lui fait désirer de l'aventure, du piment dans la vie, un amant. Lady Dudley manœuvre habilement pour la pousser dans les bras de l'écrivain Raoul Nathan, lequel a sans cesse des ennuis financiers. Lady Dudley cherche par tous les moyens à nuire à Félix de Vandenesse. Pour cela, elle s'en prend à sa femme avec l'aide de madame Charles de Vandenesse (née Émilie de Fontaine et veuve de l'amiral de Kergarouët) et de Natalie de Manerville (née Nathalie Évangélista). Les trois femmes encouragent Marie-Angélique à sauver Raoul Nathan qui n'est d'ailleurs qu'un amant platonique (ils se voient régulièrement chez lady Dudley). Marie-Angélique fait signer des lettres de change à son vieux maître de piano jusqu'au jour où la jeune femme s'aperçoit qu'elle ne peut plus faire face à ses dettes.Vers 1833, elle fait appel à sa sœur, madame Ferdinand du Tillet, et à Delphine de Nucingen, qui se montre fort généreuse tout en prévenant discrètement Félix de Vandenesse.
Personnalité très à la mode dans le tout-Paris, Marie-Angélique est invitée au raout de Félicité des Touches dans Autre étude de femme et chez Diane de Maufrigneuse dans Une ténébreuse affaire.
Elle apparaît principalement dans :
- Une fille d'Ève
- La Muse du département
- Une double famille
- Béatrix
- Le Cousin Pons

Pour les références, voir :